# Tepanco de López
Tepanco de López là một đô thị thuộc bang Puebla, México. Năm 2005, dân số của đô thị này là 17093 người.